# Joshua Wong

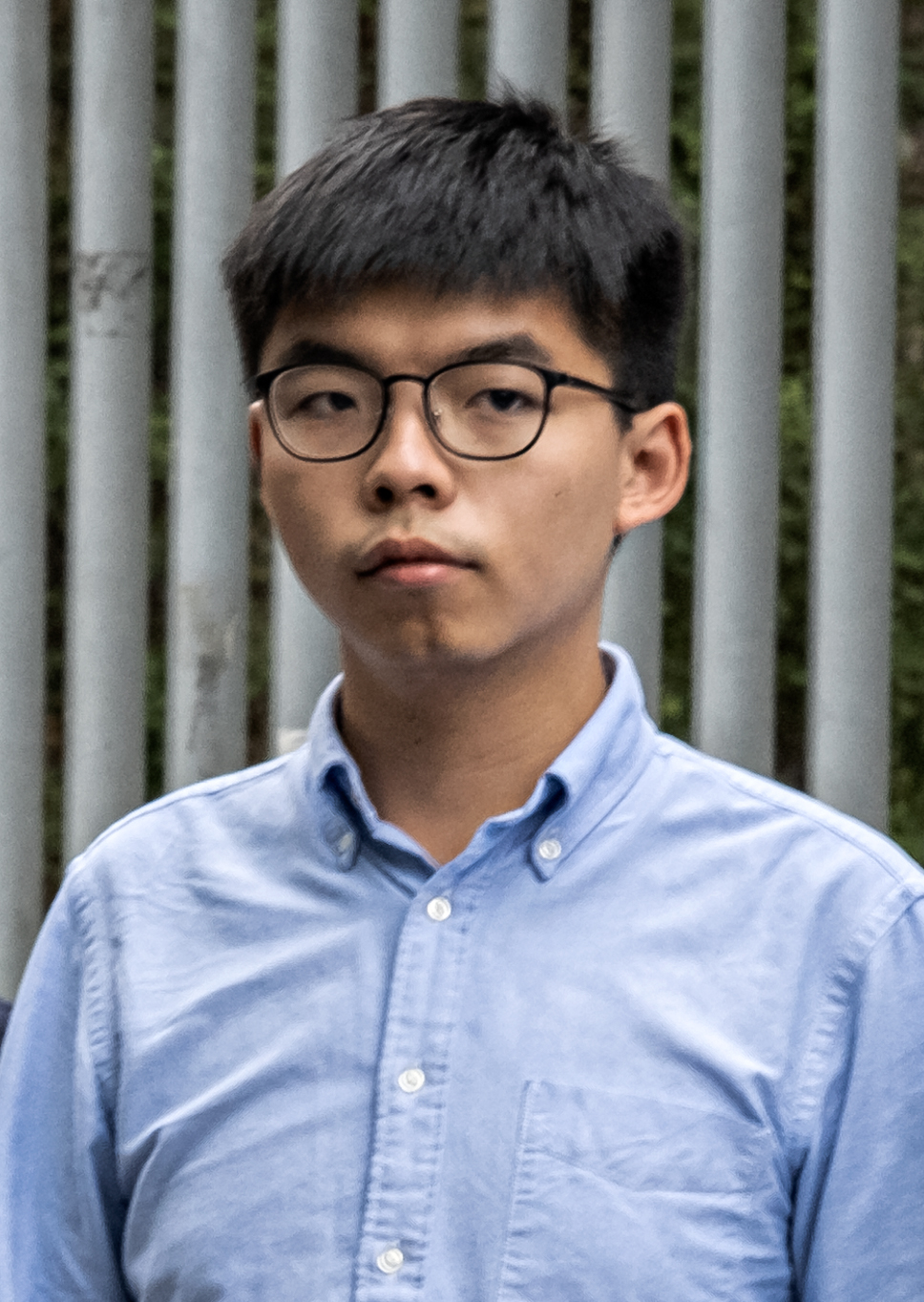
Joshua Wong (2019)

Joshua Wong Chi-fung (chinesisch 黃之鋒 / 黄之锋, Pinyin Huáng Zhīfēng, W.-G. Wong Chi-fung, Jyutping Wong4 Zi1fung1, Yale Wong4 Ji1 Fung1, * 13. Oktober 1996 in Hongkong) ist ein Dissident, Studentenaktivist und Politiker. Bis Juni 2020 war er Generalsekretär der Hongkonger Partei Demosistō („Steh für das Volk“), bis diese sich nach der Umsetzung des nationalen Sicherheitsgesetzes in Hongkong am 30. Juni 2020 auflöste. Er war Mitbegründer der 2011 gegründeten Aktivistengruppe der Oberschüler und Studenten Scholarism in Hongkong und erlangte 2014 breite internationale Aufmerksamkeit als einer der Wortführer der Proteste in Hongkong. Wongs zentrale Rolle in der Regenschirm-Bewegung führte dazu, dass das Magazin Time ihn als den einflussreichsten Teenager des Jahres 2014 bezeichnete und als Person des Jahres 2014 nominierte. Außerdem wurde er 2015 vom Fortune-Magazin als einer der „größten Führer der Welt“ bezeichnet und 2017 für den Friedensnobelpreis nominiert.
Im August 2017 wurden Wong und zwei weitere Demokratieaktivisten wegen ihrer Rolle bei der Besetzung des Bürgerplatzes in der Anfangsphase der Proteste in Hongkong 2014 verurteilt und im Gefängnis inhaftiert. Im Januar 2018 wurde Wong erneut verurteilt und im Gefängnis inhaftiert, weil er einen Gerichtsbeschluss zur Räumung des Protestgeländes von Mong Kok während der Proteste in Hongkong 2014 nicht befolgt hatte. Er spielte auch eine wichtige Rolle dabei, US-Politiker zur Verabschiedung der Hongkong-Menschenrechts- und Demokratieverordnung während der Proteste in Hongkong 2019/2020 zu bewegen. Wong wurde von der Regierung Hongkongs von der Teilnahme an den bevorstehenden Bezirksratswahlen disqualifiziert. Im Juni 2020 kündigte er an, bei den bevorstehenden Wahlen für einen Sitz im Legislativrat zu kandidieren, und bewarb sich offiziell am 20. Juli 2020. Am 30. Juli 2020 wurde seine Kandidatur zusammen mit der von elf anderen pro-demokratischen Persönlichkeiten für ungültig erklärt.

## Privates
Wong wurde in Hongkong als Sohn von Grace und Roger Wong geboren, er ist evangelisch-lutherisch erzogen worden. In seiner frühen Kindheit wurde bei ihm Legasthenie diagnostiziert.
Als kleiner Junge lief er bereits bei den Gedenkmärschen zum Tian’anmen-Massaker in Hongkong mit. Sein soziales Bewusstsein stammt von seinem Vater, einem pensionierten IT-Fachmann, der ihn als Kind oft mitnahm, um die weniger privilegierten Menschen zu besuchen.
Wong studierte am United Christian College in Kowloon, einer privaten christlichen Mittelschule. Durch die Mitarbeit in kirchlichen Gruppen entfaltete er Organisations- und Redefähigkeiten. Anschließend studierte Wong an der Open University of Hong Kong Politikwissenschaft. Aufgrund seiner politischen Aktivitäten nahm er einen Fortbildungsurlaub von seinem Studium und ist Berichten zufolge (seit 2019) immer noch als Student eingeschrieben.

## Politisches Denken und Schaffen
Wong sieht im Rückgang der Pressefreiheit zugunsten des Pekinger Blickwinkels und dem bestehenden Nepotismus, mit dem Peking-freundliche Politiker an Spitzenpositionen gelangen, die größten Gefahren für die Stadt. Er beklagt, dass Hongkong auf dem Weg sei, genauso zu werden wie jede andere chinesische Stadt unter zentraler Verwaltung. Wongs große Hoffnung ist, dass die Hongkonger eines Tages selbst über ihre Zukunft entscheiden können. Nach seiner Auffassung sollte Hongkong 2047 nicht automatisch vollständig in die Volksrepublik China eingegliedert werden.
Wongs politisches Vorbild ist der Geschichtsstudent Wang Dan, der 1989 einer der Anführer der Proteste auf dem Tian’anmen-Platz in Peking war. Anders als die Pekinger Studenten 1989 will er jedoch keine gewaltsame Niederschlagung riskieren und darum eine Konfrontation mit dem Militär vermeiden.
Als Politiker und Aktivist unterhält Wong Kontakte in verschiedene politische Lager und traf sich in der Vergangenheit im Ausland vor allem mit Regierungsvertretern für ausländische Angelegenheiten mit Bezug zu China oder Menschenrechten. Im September 2019 gab er zusammen mit Glacier Kwong eine Bundespressekonferenz zur Situation der Proteste in Hongkong 2019/2020 und traf sich in Deutschland unter anderem mit dem Außenminister Heiko Maas und in den USA sowohl mit Demokraten, als auch Republikanern. Marco Rubio und Chris Smith schlugen Wong (neben Nathan Law und Alex Chow, jedoch nicht Agnes Chow) im Februar 2019 für den Friedensnobelpreis vor. Wong traf sich bereits im November 2016 mit US Vertretern der Congressional-Executive Commission on China (CECC) und im September 2019 mit Vertretern der United States-China Economic and Security Review Commission (USCC).

### Teilnahme an Protesten

#### Geplante Lehrplanänderung „Moralische und Nationale Erziehung“
Im Juni 2011 gründete er mit seinem Freund Ivan Lam Long-yin die Schüler-Aktivistengruppe Scholarism. Sie wandte sich gegen ideologisierte Lerninhalte und organisierte, als erste Gruppe, Proteste gegen die geplante Einführung des Schulfaches „Nationale und moralische Erziehung“, das von Wong als „Gehirnwäsche“ bezeichnet wurde. Dabei besetzten 70 Mitglieder das Areal vor dem Hongkonger Regierungsgebäude. Nachdem die Proteste, unterstützt von weiteren Gruppen, eine Größe von 120.000 Personen erreichten, verzichtete die Verwaltung schließlich auf die Einführung des neuen Schulfaches.

#### Hongkonger Proteste 2014

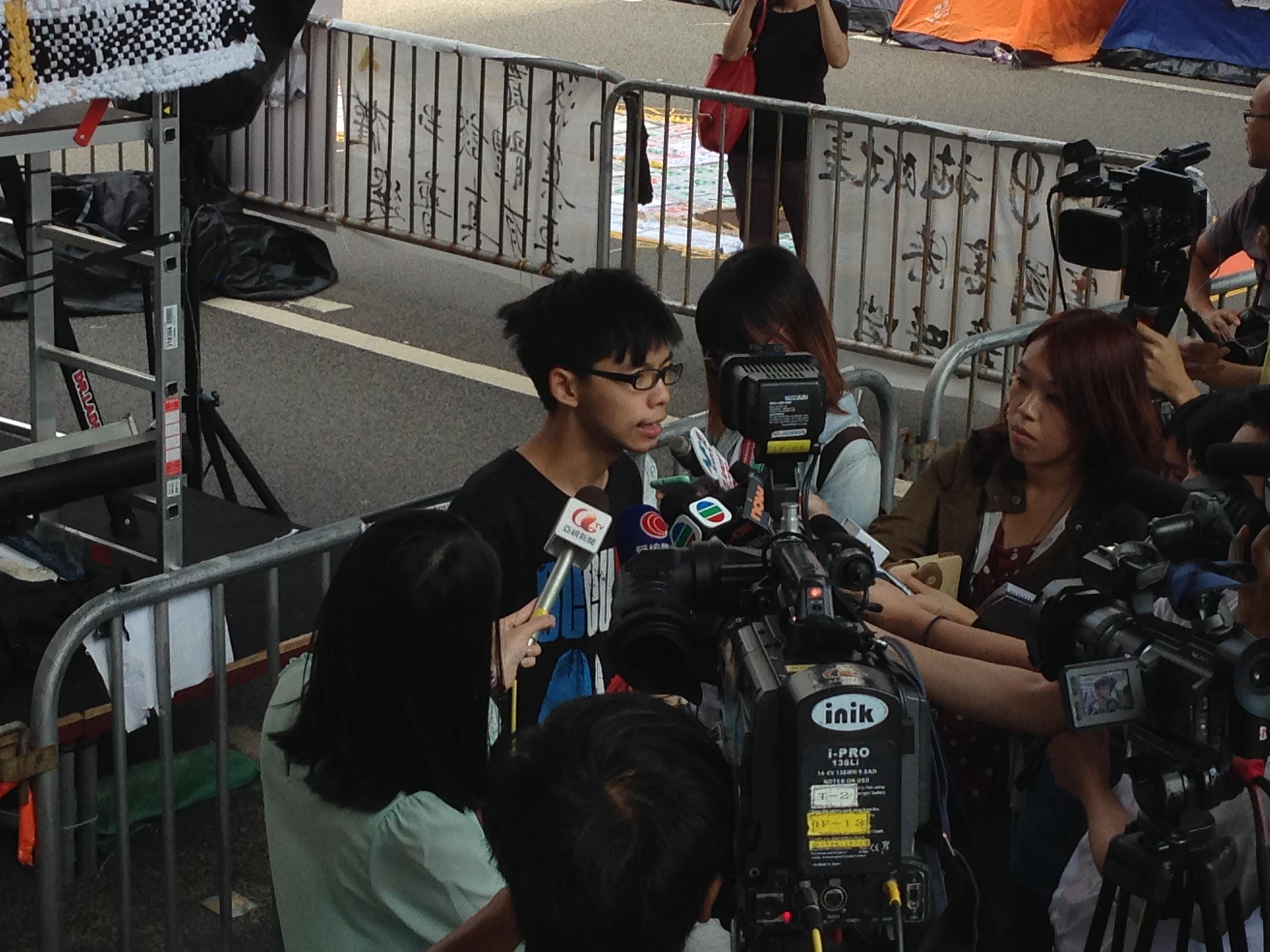
Joshua Wong im Interview bei den Hongkonger Protesten

Nachdem der Beschluss vom Nationalen Volkskongress in Peking Ende August nur bedingte freie Wahlen für Hongkong 2017 vorgesehen hat, führte Wong zusammen mit Alex Chow und Lester Shum am 22. September den Studentenprotest an, der Schüler und Studenten zum Boykott des Unterrichts aufrief. Dabei protestierten 5.000 Schüler und Studenten illegal vor dem Hongkonger Regierungssitz. Am Abend des 26. September stürmten etwa 100 Personen, darunter auch Wong, den Civic Square, einen an den Regierungssitz angrenzenden und seit Monaten abgesperrten öffentlichen Platz. Daraufhin wurde Wong wegen unerlaubten Betretens von Regierungseigentum, Ruhestörung und unerlaubter Versammlung verhaftet. Mit zwei weiteren Studenten blieb er über 43 Stunden im Arrest. Ein Richter entschied seine Freilassung nach einer Haftprüfung gemäß Hongkongs Common Law. Das vom chinesischen Parlament verabschiedete und von der chinesisch-britischen gemeinsamen Erklärung zu Hongkong geschützte Hong Kong Basic Law (香港基本法 Xiānggǎng Jīběnfǎ) legt fest, dass das Persönlichkeitsrecht jedes Einwohners der Sonderverwaltungszone unverletzlich und dieser darum vor unrechtmäßiger Verhaftung, Arrest oder Haft geschützt sei. Nach seiner Freilassung bekräftigte er sein politisches Ziel eines allgemeinen Wahlrechts in Hongkong durch zivilen Ungehorsam.
Nachdem sich die Bürgerrechtsbewegung Occupy Central with Love and Peace den Studentenprotesten anschloss, mündete dies in den Hongkonger Protesten 2014, wobei Teile der Finanz- und Regierungsbezirke Central sowie Admiralty, der Zugang zum Regierungssitz und auch Teile von Mongkok und Causeway Bay besetzt wurden. Scholarism forderte die freie Direktwahl des nächsten örtlichen Regierungschefs und den Rücktritt des Amtsinhabers Leung Chun-ying.
Ende November 2014 wurde Wong wegen Behinderung der polizeilichen Räumung des besetzten Gebietes von Mong Kok verhaftet. Ihm wurde bis zum Prozesstermin, Mitte Januar, gerichtlich untersagt ein größeres Gebiet Mongkoks zu betreten.
Am 1. Dezember traten Wong und zwei weitere Demonstranten in einen Hungerstreik, mit der Forderung an die Regierung, die im Oktober gescheiterten Gespräche wieder aufzunehmen. Am 6. Dezember erklärte Wong den Hungerstreik aus gesundheitlichen Gründen für beendet.
Mitte Januar 2015 wurde Joshua Wong über drei Stunden in Personengewahrsam genommen und von der Polizei zu seiner Beteiligung an den Protesten befragt. Am 21. Juli 2016 wurde Wong gemeinsam mit Alex Chow und Nathan Law als verantwortliche Anführer der Großdemonstrationen im Jahr 2014 schuldig gesprochen. Ein Hongkonger Gericht hob das Urteil im August 2017 auf und verurteilte Wong zu einer sechsmonatigen Haftstrafe.

#### Hongkonger Proteste 2019/2020
Im Rahmen der Proteste 2019/2020 forderte Wong, Deutschland solle „Einreisesperren verhängen und das Vermögen derjenigen einfrieren, die Menschen in Hongkong unterdrücken wollen“.
Im Vorfeld der im November 2019 stattfindenden Hongkonger Kommunalwahl verbot die Hongkonger Regierung Joshua Wong als Kandidat aufzutreten. Unter den mehr als 1100 Kandidaten ist er der Einzige, dem eine Kandidatur untersagt wurde.
Ohne Wongs Namen zu nennen, erklärte die Regierung von Hongkong, dass ein Bewerber nicht zugelassen worden sei, weil er gegen das Wahlgesetz verstoßen habe, das die Selbstbestimmung „oder die Unterstützung der Unabhängigkeit Hongkongs nicht mit dem verfassungsmäßigen und rechtlichen Status der Sonderverwaltungsregion Hongkong vereinbar ist“.
Joshua Wong wurde die Ausreise nach Europa zu einer Vortragsreihe gerichtlich untersagt.
Am 30. Juli 2020 wurde Wong mit 11 weiteren Kandidaten von der anstehenden Parlamentswahl im September ausgeschlossen.
Am 24. September 2020 wurde Wong wegen seiner Teilnahme an einer nicht genehmigten Versammlung im Oktober 2019 verhaftet. Auch wurde er beschuldigt, gegen das damals geltende Vermummungsverbot verstoßen zu haben. Nach einigen Stunden Gewahrsam ließ ihn die Polizei wieder frei. Die Festnahme Wongs stand offenbar nicht in Zusammenhang mit dem neuen nationalen Sicherheitsgesetz, das hohe Strafen vorsieht. Wong hatte zuvor in einem Interview geäußert, er fürchte, dass er an die Justiz auf dem chinesischen Festland ausgeliefert werden und in einem Geheimgefängnis verschwinden könnte. Am 2. Dezember 2020 wurde Wong wegen einer nicht genehmigten Protestaktion im Juni 2019 vor der Hongkonger Polizeizentrale zu 13,5 Monaten Haft verurteilt. Die mitbeteiligten Aktivisten Agnes Chow und Ivan Lam (alle drei waren Mitglieder von Demosistō) erhielten eine Strafe von zehn bzw. sieben Monaten Haft.
Am 13. April 2021 wurde Wong wegen unerlaubter Versammlung und Verstoßes gegen ein Anti-Masken-Gesetz zu vier Monaten Haft verurteilt. Am 6. Mai 2021 verurteilte ein Gericht Wong zu einer weiteren zehnmonatigen Haftstrafe, weil er 2020 an einer nicht genehmigten Versammlung zum Jahrestag des Massakers auf dem Platz des Himmlischen Friedens teilgenommen hatte. Am 6. Februar 2023 begann gegen Wong und 46 weiteren Demokratieaktivisten der bis zu dem Zeitpunkt größte Prozess auf der Grundlage des Chinesischen Sicherheitsgesetzes für Hongkong. Den Angeklagten, darunter der Rechtsgelehrte Benny Tai und die ehemalige Abgeordnete Claudia Mo, wurde „Verschwörung zum Umsturz“ vorgeworfen. Die Gruppe wurde beschuldigt, vor den später wegen der Pandemie abgesagten Wahlen zum Legislativrat, dem Parlament Hongkongs, im Jahr 2020 illegale Vorwahlen organisiert zu haben.

## Kritik der Staatsmedien
Für den chinesischen Staat ist Wong ein Extremist. Die Nachrichtenagentur Xinhua wirft ihm und seiner Gruppe Scholarism vor, die öffentliche Meinung für seine persönlichen Interessen „in Geiselhaft nehmen“ zu wollen. Die Hongkonger Tageszeitung Wen Wei Po stellt seine Rolle bei den Massenprotesten als die eines gewaltbereiten Aufrührers dar. Eine Hongkonger Zeitung veröffentlichte einen Artikel über Verbindungen zwischen Wong und der Regierung der Vereinigten Staaten. Darin hieß es, er habe Spenden von Amerikanern erhalten und der US-amerikanische Nachrichtendienst CIA könne durch seine Aktivistengruppe Propaganda in Hongkongs Schulen tragen. Wong hat die Anschuldigungen als haltlos zurückgewiesen.

## Sonstiges
Aufgrund seines Einflusses auf die Proteste in Hongkong zählte ihn das amerikanische Time Magazine Ende 2014 zu den 25 einflussreichsten Teenagern des Jahres.
Die Londoner Tageszeitung The Times wählte ihn Ende 2014 zur jungen Person des Jahres und die amerikanische Zeitschrift Foreign Policy wählte ihn zusammen mit Benny Tai zu den „Leading Global Thinkers“ 2014.

## Schriften
- Unfree Speech. The Threat to Global Democracy and Why We Must Act Now (with Jason Y. Ng), WH Allen, 2020.
  - Unfree Speech: Nur wenn alle ihre Stimme erheben, retten wir die Demokratie (mit Jason Y. Ng), übersetzt von Irmengard Gabler, S. Fischer, 2020.